# Personer i Sverige födda i Kazakstan
Till personer i Sverige födda i Kazakstan räknas personer som är folkbokförda i Sverige och som har sitt ursprung i Kazakstan. Enligt Statistiska centralbyrån fanns det 2017 i Sverige sammanlagt cirka 2 200 personer födda i Kazakstan. Landet blev självständigt från Sovjetunionen 1991, varför tillgänglig statistik bara omfattar personer födda detta år eller senare.

## Historik
I efterkrigsåren var invandringen från Sovjetunionen relativt liten. De få invandrarna var oftast kvinnor, gifta med svenskar.
Under 1990-talet bodde längdskidåkaren Vladimir Smirnov, som tävlade för Kazakstan, i Sundsvall.
De vanligaste språken bland kazaker i Sverige är kazakiska och turkiska.

## Historisk utveckling

### Födda i Kazakstan
| Personer i Sverige födda i Kazakstan 2000–2024  | Personer i Sverige födda i Kazakstan 2000–2024 | Personer i Sverige födda i Kazakstan 2000–2024 | Personer i Sverige födda i Kazakstan 2000–2024 | Personer i Sverige födda i Kazakstan 2000–2024 |
| ----------------------------------------------- | ---------------------------------------------- | ---------------------------------------------- | ---------------------------------------------- | ---------------------------------------------- |
|                                                 |                                                |                                                |                                                |                                                |
| År                                              |                                                |                                                | Folkmängd                                      |                                                |
| 2000                                            | 2000                                           |                                                | 173                                            |                                                |
| 2001                                            | 2001                                           |                                                | 265                                            |                                                |
| 2002                                            | 2002                                           |                                                | 339                                            |                                                |
| 2003                                            | 2003                                           |                                                | 418                                            |                                                |
| 2004                                            | 2004                                           |                                                | 524                                            |                                                |
| 2005                                            | 2005                                           |                                                | 605                                            |                                                |
| 2006                                            | 2006                                           |                                                | 809                                            |                                                |
| 2007                                            | 2007                                           |                                                | 898                                            |                                                |
| 2008                                            | 2008                                           |                                                | 960                                            |                                                |
| 2009                                            | 2009                                           |                                                | 1 081                                          |                                                |
| 2010                                            | 2010                                           |                                                | 1 227                                          |                                                |
| 2011                                            | 2011                                           |                                                | 1 383                                          |                                                |
| 2012                                            | 2012                                           |                                                | 1 546                                          |                                                |
| 2013                                            | 2013                                           |                                                | 1 716                                          |                                                |
| 2014                                            | 2014                                           |                                                | 1 851                                          |                                                |
| 2015                                            | 2015                                           |                                                | 1 956                                          |                                                |
| 2016                                            | 2016                                           |                                                | 2 095                                          |                                                |
| 2017                                            | 2017                                           |                                                | 2 223                                          |                                                |
| 2018                                            | 2018                                           |                                                | 2 333                                          |                                                |
| 2019                                            | 2019                                           |                                                | 2 465                                          |                                                |
| 2020                                            | 2020                                           |                                                | 2 534                                          |                                                |
| 2021                                            | 2021                                           |                                                | 2 659                                          |                                                |
| 2022                                            | 2022                                           |                                                | 2 794                                          |                                                |
| 2023                                            | 2023                                           |                                                | 2 857                                          |                                                |
| 2024                                            | 2024                                           |                                                | 2 953                                          |                                                |
| Anm.: Befolkning den 31 december respektive år. |                                                |                                                |                                                |                                                |